# Danny Hassel
Danny Hassel (Red Bluff, 7 dicembre 1967) è un attore statunitense.

## Biografia
Danny Hassel è nato il 7 dicembre 1967 a Red Bluff, in California. Ha esordito come attore nel 1987 recitando in un episodio della serie televisiva The New Gidget. Ma il successo lo ottenne l'anno seguente interpretando il ruolo di Dan Jordan, il fidanzato di Alice Johnson nel film horror Nightmare 4 - Il non risveglio. Ruolo che riprenderà anche nel successivo film della saga di Freddy Krueger. Negli anni '80 Hassel ha recitato anche in diverse serie televisive come La signora in giallo, Simon & Simon e Colombo. Dopo aver recitato in un episodio della serie televisiva Brillantina nel 1990, Hassel decise di abbandonare la carriera di attore.
In seguito agli attentati dell'11 settembre 2001, si è unito alle forze armate. Dopo aver completato l'addestramento di base, la scuola aviotrasportata e il RIP, fu assegnato al 75º Reggimento dei Ranger e ha prestato servizio con il 2º Battaglione Ranger a Fort Lewis, Washington. Quando il suo plotone ha scoperto il suo passato di attore, si è guadagnato il soprannome di "Hollywood Hassel". Hassel è stato schierato numerose volte in Afghanistan ed Iraq a sostegno dell'Operazione Enduring Freedom e dell'Operazione Iraqi Freedom. Nel 2014, dopo ventiquattro anni di assenza dai set, è tornato a recitare nel film Baggerführer Bob e successivamente, nel 2021, è tornato nuovamente a farlo nel film horror antologico Seasons.

### Vita privata
Il 21 febbraio 1999 si è sposato con Tamu Hassel, dalla quale ha avuto un figlio.

## Filmografia

### Cinema
- Nightmare 4 - Il non risveglio (A Nightmare on Elm Street 4: The Dream Master), regia di Renny Harlin (1988)
- Nightmare 5 - Il mito (A Nightmare on Elm Street: The Dream Child), regia di Stephen Hopkins (1989)
- Baggerführer Bob, regia di Jochen Taubert (2014)
- Seasons, regia di vari registi (2021)

### Televisione
- The New Gidget – serie TV, 1 episodio (1987)
- Houston Knights - Due duri da brivido (Houston Knights) – serie TV, 1 episodio (1987)
- La signora in giallo (Murder, She Wrote) – serie TV, episodio 5x07 (1988)
- Simon & Simon – serie TV, 1 episodio (1988)
- La vera storia di Oliver North (Guts and Glory: The Rise and Fall of Oliver North), regia di Mike Robe – film TV (1989)
- Colombo (Columbo) – serie TV, 1 episodio (1989)
- Non fermarti a China Lake (The China Lake Murders), regia di Alan Metzger – film TV (1990)
- Brillantina (The Outsiders) – serie TV, 1 episodio (1990)